# 1231
- рік темного металевого зайця за Шістдесятирічним циклом китайського календаря.

Високе Середньовіччя •  Золота доба ісламу •  Реконкіста •  Хрестові походи •  Київська Русь •  Монгольська імперія

## Геополітична ситуація
На території колишньої Візантійської імперії існує декілька держав. Фрідріх II Гогенштауфен є імператором Священної Римської імперії (до 1250). У Франції править Людовик IX (до 1270).
Апеннінський півострів розділений: північ належить Священній Римській імперії, середню частину займає Папська область, більша частина півдня належить Сицилійському королівству. Деякі міста півночі: Венеція, Піза, Генуя тощо, мають статус міст-республік, частина з яких об'єднана Ломбардською лігою.
Південь Піренейського півострова в руках у маврів. Північну частину півострова займають християнські Кастилія, Леон (Астурія, Галісія), Наварра, Арагонське королівство (Арагон, Барселона) та Португалія. Генріх III є королем Англії (до 1272), а королем Данії — Вальдемар II (до 1241).
У Києві княжить Володимир Рюрикович (до 1235), у Галичі — Данило Романович, на Волині — Василько Романович, у Володимирі-на-Клязмі — Юрій Всеволодович. Новгородська республіка та Володимиро-Суздальське князівство фактично відокремилися від Русі. У Польщі період роздробленості. На чолі королівства Угорщина стоїть Андраш II (до 1235).
В Єгипті, Сирії та Палестині править династія Аюбідів, невеликі території на Близькому Сході утримують хрестоносці. У Магрибі держава Альмохадів почала розпадатися. Сельджуки окупували Малу Азію. Монгольська імперія поділена між спадкоємцями Чингісхана. У Китаї співіснують частково підкорена монголами держава чжурчженів, де править династія Цзінь, та держава ханців, де править династія Сун. Делійський султанат є наймогутнішою державою Північної Індії, а на півдні Індії домінує Чола. В Японії триває період Камакура.

## Події
- Розпочалася тривала боротьба за Галич між Данилом Романовичем та угорським королівством.
- Імператор Священної Римської імперії Фрідріх II проголосив Мельфійську конституцію, якою встановлювалася абсолютна монархія в Сицилійському королівстві.
- Папа римський Григорій IX зобов'язав усі католицькі країни встановити суди Інквізиції.
- Бланка Кастильська, мати молодого французького короля Людовика IX та його регент, підписала мирну угоду з герцогом Бретані П'єром Моклерком, на чому громадянський неспокій у Франції припинився.
- Іоанн де Брієн став імператором Латинської імперії.
- Тевтонські лицарі заснували місто Торунь.
- Монголи розпочали вторгнення на північ Кореї.
- Інший загін монголів на чолі з Чормаганом напав на Іран, де завдав остаточної поразки останньому хорезмшаху Джалал ад-Діну. Самого Джалал ад-Діна вбив курдський селянин.